# Konstantin Alexandrowitsch Kljujew
Konstantin Alexandrowitsch Kljujew (russisch Константин Александрович Клюев; * 29. Mai 1981 in Moskau) ist ein russischer Radrennfahrer.
Konstantin Kljujew wurde 2004 Etappendritter beim Giro delle Valli Cuneesi nelle Alpi del Mare. Ende der Saison fuhr er für das südafrikanische Radsportteam Barloworld als Stagiaire. Profi wurde er im nächsten Jahr jedoch bei der italienischen Mannschaft Androni Giocattoli-3C Casalinghi. In der Saison 2008 gewann Kljujew die zweite Etappe bei der Tour of Sochi und auf dem dritten Teilstück wurde er Tageszweiter.

## Erfolge
2008
- eine Etappe Tour of Sochi

## Teams
- 2004 Barloworld (Stagiaire)
- 2005 Androni Giocattoli-3C Casalinghi
- 2006 Androni Giocattoli-3C Casalinghi